# Campeonato de Wimbledon 2025
El torneo de Wimbledon de 2025 fue un torneo de tenis que se disputó desde el 30 de junio al 13 de julio del 2025, con las preliminares que se jugaron desde 23 al 26 de junio, en las pistas de hierba del All England Lawn Tennis and Croquet Club, ubicado en Wimbledon (Reino Unido). Fue la 138.ª edición del campeonato y el tercer torneo de Grand Slam del año.
El campeón defensor del torneo de individuales masculinos fue Carlos Alcaraz, quien perdiera la final y la campeona defensora de individuales femeninos fue Barbora Krejčíková, quien cayó en los octavos de final ante la norteamericana Emma Navarro.

## Torneo
Las novedades del torneo serán las siguientes:
- Por primera vez en la historia del Campeonato de Wimbledon, los jueces de línea serán reemplazados por jueces de línea electrónicos automatizados.[1][2]
- Las finales individuales femenina y masculina, que se celebrarán el segundo sábado y domingo, comenzarán a las 16:00 h en lugar de las 14:00 h como era habitual y ambas finales se programarán ahora como los últimos partidos del día. Los organizadores indicaron que estos ajustes buscan aumentar la audiencia en Norteamérica y Sudamérica.[2]

Este torneo por tercer año, ya no hará uso del “Middle Sunday”.
- Aun a pesar de ello, una medida muy controversial que se lleva a cabo desde 2009, es el toque de queda a las 23:00, hora local del Reino Unido es una condición de planificación que se aplica para equilibrar la consideración de los residentes locales con la magnitud de un torneo internacional de tenis que se celebra en una zona residencial, y esto ha llevado a que muchos partidos acaben al día siguiente, creando molestias monumentales a los tenistas quienes han mostrado su inconformidad.

El reto de la conectividad del transporte y el regreso seguro de los visitantes a casa también es un factor clave.

## Puntos y premios

### Distribución de puntos

#### Séniors
| Evento               | G    | F    | SF  | CF  | R16 | R32 | R64 | R128 | C  | C3 | C2 | C1 |
| Individual masculino | 2000 | 1300 | 800 | 400 | 200 | 100 | 50  | 10   | 30 | 16 | 8  | 0  |
| Dobles masculino     | 2000 | 1200 | 720 | 360 | 180 | 90  | 45  | 0    | —  | —  | —  | —  |
| Individual femenino  | 2000 | 1300 | 780 | 430 | 240 | 130 | 70  | 10   | 40 | 30 | 20 | 2  |
| Dobles femenino      | 2000 | 1300 | 780 | 430 | 240 | 130 | 10  | —    | —  | —  | —  | —  |

| Evento           | G   | F   | SF/3ra | CF/4ta |
| Individual       | 800 | 500 | 375    | 100    |
| Dobles           | 800 | 500 | 100    | —      |
| Quad* Individual | 800 | 500 | 100    | —      |
| Quad* Dobles     | 800 | 100 | —      | —      |

| Evento               | G    | F   | SF  | CF  | R16 | R32 | C  | C3 |
| Individual masculino | 1000 | 600 | 370 | 200 | 100 | 45  | 30 | 20 |
| Individual femenino  | 1000 | 600 | 370 | 200 | 100 | 45  | 30 | 20 |
| Dobles masculino     | 750  | 450 | 275 | 150 | 75  | —   | —  | —  |
| Dobles femenino      | 750  | 450 | 275 | 150 | 75  | —   | —  | —  |

### Premios monetarios
| Evento                          | G         | F           | SF        | CF        | R16       | R32       | R64      | R128     | C3       | C2       | C1       |
| Individuales                    | 3 000 £   | 1 520 000 £ | 775 000 £ | 400 000 £ | 240 000 £ | 152 000 £ | 99 000 £ | 66 000 £ | 41 500 £ | 26 000 £ | 15 500 £ |
| Dobles                          | 680 000 £ | 345 000 £   | 174 000 £ | 87 500 £  | 43 750 £  | 26 000 £  | 16 500 £ | —        | —        | —        | —        |
| Individuales en silla de ruedas | —         | —           | —         | —         | —         | —         | —        | —        | —        | —        | —        |
| Dobles en silla de ruedas       | —         | —           | —         | —         | —         | —         | —        | —        | —        | —        | —        |

## Sumario

### Día 1 (30 de junio)
- Cabezas de serie eliminados:
  - Individual masculino:  Holger Rune [8],  Daniil Medvédev [9],  Francisco Cerúndolo [16],  Alexei Popyrin [20],  Stefanos Tsitsipas [24],  Tallon Griekspoor [31],  Matteo Berrettini [32]
  - Individual femenino:  Paula Badosa [9],  Jeļena Ostapenko [20],  McCartney Kessler [32]
- Orden del día

| Partidos en los estadios principales                 | Partidos en los estadios principales            | Partidos en los estadios principales            | Partidos en los estadios principales            |
| Partidos en el Estadio Central All England Club      | Partidos en el Estadio Central All England Club | Partidos en el Estadio Central All England Club | Partidos en el Estadio Central All England Club |
| Modalidad                                            | Ganadores                                       | Perdedores                                      | Resultado                                       |
| ---------------------------------------------------- | ----------------------------------------------- | ----------------------------------------------- | ----------------------------------------------- |
| Individual masculino - Primera ronda                 | Carlos Alcaraz [2]                              | Fabio Fognini                                   | 7-5, 6-7(5-7), 7-5, 2-6, 6-1                    |
| Individual femenino - Primera ronda                  | Katie Boulter                                   | Paula Badosa [9]                                | 6-2, 3-6, 6-4                                   |
| Partidos en el Estadio 1                             |                                                 |                                                 |                                                 |
| Modalidad                                            | Ganadores                                       | Perdedores                                      | Resultado                                       |
| Individual femenino - Primera ronda                  | Aryna Sabalenka [1]                             | Carson Branstine [Q]                            | 6-1, 7-5                                        |
| Individual masculino - Primera ronda                 | João Fonseca                                    | Jacob Fearnley                                  | 6-4, 6-1, 7-6(7-5)                              |
| Individual femenino - Primera ronda                  | Emma Raducanu                                   | Mingge Xu [WC]                                  | 6-3, 6-3                                        |
| Partidos en el Estadio 2                             |                                                 |                                                 |                                                 |
| Modalidad                                            | Ganadores                                       | Perdedores                                      | Resultado                                       |
| Individual masculino - Primera ronda                 | Benjamin Bonzi                                  | Daniil Medvédev [9]                             | 7-6(7-2), 3-6, 7-6(7-3), 6-2                    |
| Individual femenino - Primera ronda                  | Madison Keys [6]                                | Elena-Gabriela Ruse                             | 6-7(4-7), 7-5, 7-5                              |
| Individual femenino - Primera ronda                  | Jasmine Paolini [4]                             | Anastasija Sevastova [PR]                       | 2-6, 6-3, 6-2                                   |
| Fondo de color indica un partido de la rama femenina |                                                 |                                                 |                                                 |

### Día 2 (1 de julio)
- Cabezas de serie eliminados:
  - Individual masculino:  Alexander Zverev [3],  Lorenzo Musetti [7],  Ugo Humbert [18],  Denis Shapovalov [27],  Aleksandr Búblik [28],  Alex Michelsen [30]
  - Individual femenino:  Cori Gauff [2],  Jessica Pegula [3],  Qinwen Zheng [5],  Karolína Muchová [15],  Magdalena Fręch [25],  Marta Kostyuk [26],  Magda Linette [27]
- Orden del día

| Partidos en los estadios principales                 | Partidos en los estadios principales            | Partidos en los estadios principales            | Partidos en los estadios principales            |
| Partidos en el Estadio Central All England Club      | Partidos en el Estadio Central All England Club | Partidos en el Estadio Central All England Club | Partidos en el Estadio Central All England Club |
| Modalidad                                            | Ganadores                                       | Perdedores                                      | Resultado                                       |
| ---------------------------------------------------- | ----------------------------------------------- | ----------------------------------------------- | ----------------------------------------------- |
| Individual femenino - Primera ronda                  | Barbora Krejčíková [17]                         | Alexandra Eala                                  | 3-6, 6-2, 6-1                                   |
| Individual masculino - Primera ronda                 | Arthur Rinderknech                              | Alexander Zverev [3]                            | 7-6(7-3), 6-7(8-10), 6-3, 6-7(5-7), 6-4         |
| Individual masculino - Primera ronda                 | Novak Djokovic [6]                              | Alexandre Müller                                | 6-1, 6-7(7-9), 6-2, 6-2                         |
| Partidos en el Estadio 1                             |                                                 |                                                 |                                                 |
| Modalidad                                            | Ganadores                                       | Perdedores                                      | Resultado                                       |
| Individual masculino - Primera ronda                 | Jannik Sinner [1]                               | Luca Nardi                                      | 6-4, 6-3, 6-0                                   |
| Individual masculino - Primera ronda                 | Taylor Fritz [5]                                | Giovanni Mpetshi Perricard                      | 6-7(6-8), 6-7(8-10), 6-4, 7-6(8-6), 6-4         |
| Individual femenino - Primera ronda                  | Emma Navarro [10]                               | Petra Kvitová [WC]                              | 6-3, 6-1                                        |
| Individual masculino - Primera ronda                 | Jack Draper [4]                                 | Sebastián Báez                                  | 6-2, 6-2, 2-1, ret.                             |
| Individual femenino - Primera ronda                  | Dayana Yastremska                               | Cori Gauff [2]                                  | 7-6(7-3), 6-1                                   |
| Partidos en el Estadio 2                             |                                                 |                                                 |                                                 |
| Modalidad                                            | Ganadores                                       | Perdedores                                      | Resultado                                       |
| Individual femenino - Primera ronda                  | Elisabetta Cocciaretto                          | Jessica Pegula [3]                              | 6-2, 6-3                                        |
| Individual masculino - Primera ronda                 | Nikoloz Basilashvili [Q]                        | Lorenzo Musetti [7]                             | 6-2, 4-6, 7-5, 6-1                              |
| Individual femenino - Primera ronda                  | Iga Świątek [8]                                 | Polina Kudermetova                              | 7-5, 6-1                                        |
| Individual masculino - Primera ronda                 | Ben Shelton [10]                                | Alex Bolt [Q]                                   | 6-4, 7-6(7-1),7-6(7-4)                          |
| Fondo de color indica un partido de la rama femenina |                                                 |                                                 |                                                 |

### Día 3 (2 de julio)
- Cabezas de serie eliminados:
  - Individual masculino:  Frances Tiafoe [12],  Jiří Lehečka [23]
  - Individual femenino:  Jasmine Paolini [4],  Diana Shnaider [12],  Beatriz Haddad Maia [21],  Donna Vekić [22],  Leylah Fernandez [29],  Ashlyn Krueger [31]
  - Dobles masculino:  André Göransson /  Sem Verbeek [14]
- Orden del día

| Partidos en los estadios principales                 | Partidos en los estadios principales            | Partidos en los estadios principales            | Partidos en los estadios principales            |
| Partidos en el Estadio Central All England Club      | Partidos en el Estadio Central All England Club | Partidos en el Estadio Central All England Club | Partidos en el Estadio Central All England Club |
| Modalidad                                            | Ganadores                                       | Perdedores                                      | Resultado                                       |
| ---------------------------------------------------- | ----------------------------------------------- | ----------------------------------------------- | ----------------------------------------------- |
| Individual femenino - Segunda ronda                  | Aryna Sabalenka [1]                             | Marie Bouzková                                  | 7-6(7-4), 6-4                                   |
| Individual masculino - Segunda ronda                 | Carlos Alcaraz [2]                              | Oliver Tarvet [Q]                               | 6-1, 6-4, 6-4                                   |
| Individual femenino - Segunda ronda                  | Emma Raducanu                                   | Markéta Vondroušová                             | 6-3, 6-3                                        |
| Partidos en el Estadio 1                             |                                                 |                                                 |                                                 |
| Modalidad                                            | Ganadores                                       | Perdedores                                      | Resultado                                       |
| Individual masculino - Segunda ronda                 | Cameron Norrie                                  | Frances Tiafoe [12]                             | 4-6, 6-4, 6-3, 7-5                              |
| Individual femenino - Segunda ronda                  | Solana Sierra [LL]                              | Katie Boulter                                   | 6-7(7-9), 6-2, 6-1                              |
| Individual masculino - Segunda ronda                 | Taylor Fritz [5]                                | Gabriel Diallo                                  | 3-6, 6-3, 7-6(7-0), 4-6, 6-3                    |
| Partidos en el Estadio 2                             |                                                 |                                                 |                                                 |
| Modalidad                                            | Ganadores                                       | Perdedores                                      | Resultado                                       |
| Individual femenino - Segunda ronda                  | Madison Keys [6]                                | Olga Danilović                                  | 6-4, 6-2                                        |
| Individual masculino - Segunda ronda                 | Nuno Borges                                     | Billy Harris                                    | 6-3, 6-4, 7-6(9-7)                              |
| Individual femenino - Segunda ronda                  | Naomi Osaka                                     | Kateřina Siniaková                              | 6-3, 6-2                                        |
| Fondo de color indica un partido de la rama femenina |                                                 |                                                 |                                                 |

### Día 4 (3 de julio)
- Cabezas de serie eliminados:
  - Individual masculino:  Jack Draper [4],  Tommy Paul [13],  Tomáš Macháč [21],  Félix Auger-Aliassime [25]
  - Individual femenino:  Sofia Kenin [28]
  - Dobles masculino:  Christian Harrison /  Evan King [9],  Nathaniel Lammons /  Jackson Withrow [13],  Matthew Ebden /  John Peers [15]
  - Dobles femenino:  Tereza Mihalíková /  Olivia Nicholls [9]
- Orden del día

| Partidos en los estadios principales                 | Partidos en los estadios principales            | Partidos en los estadios principales            | Partidos en los estadios principales            |
| Partidos en el Estadio Central All England Club      | Partidos en el Estadio Central All England Club | Partidos en el Estadio Central All England Club | Partidos en el Estadio Central All England Club |
| Modalidad                                            | Ganadores                                       | Perdedores                                      | Resultado                                       |
| ---------------------------------------------------- | ----------------------------------------------- | ----------------------------------------------- | ----------------------------------------------- |
| Individual masculino - Segunda ronda                 | Novak Djokovic [6]                              | Daniel Evans [WC]                               | 6-3, 6-2, 6-0                                   |
| Individual femenino - Segunda ronda                  | Iga Świątek [8]                                 | Caty McNally                                    | 5-7, 6-2, 6-1                                   |
| Individual masculino - Segunda ronda                 | Jannik Sinner [1]                               | Aleksandar Vukic                                | 6-1, 6-1, 6-3                                   |
| Partidos en el Estadio 1                             |                                                 |                                                 |                                                 |
| Modalidad                                            | Ganadores                                       | Perdedores                                      | Resultado                                       |
| Individual femenino - Segunda ronda                  | Mirra Andreeva [7]                              | Lucia Bronzetti                                 | 6-1, 7-6(7-4)                                   |
| Individual femenino - Segunda ronda                  | Elena Rybakina [11]                             | María Sákkari                                   | 6-3, 6-1                                        |
| Individual masculino - Segunda ronda                 | Marin Čilić                                     | Jack Draper [4]                                 | 6-4, 6-3, 1-6, 6-4                              |
| Partidos en el Estadio 2                             |                                                 |                                                 |                                                 |
| Modalidad                                            | Ganadores                                       | Perdedores                                      | Resultado                                       |
| Individual masculino - Segunda ronda                 | Álex de Miñaur [11]                             | Arthur Cazaux [Q]                               | 4-6, 6-2, 6-4, 6-0                              |
| Individual masculino - Segunda ronda                 | Luciano Darderi                                 | Arthur Fery [WC]                                | 6-4, 6-3, 6-3                                   |
| Individual femenino - Segunda ronda                  | Barbora Krejčíková [17]                         | Caroline Dolehide                               | 6-4, 3-6, 6-2                                   |
| Individual femenino - Segunda ronda                  | Jéssica Bouzas                                  | Sofia Kenin [28]                                | 6-1, 7-6(7-4)                                   |
| Fondo de color indica un partido de la rama femenina |                                                 |                                                 |                                                 |

### Día 5 (4 de julio)
- Cabezas de serie eliminados:
  - Individual masculino:  Alejandro Davidovich [26]
  - Individual femenino:  Madison Keys [6],  Elina Svitolina [14]
  - Dobles masculino:  Nikola Mektić /  Michael Venus [8],  Sadio Doumbia /  Fabien Reboul [11]
  - Dobles femenino:  Sara Errani /  Jasmine Paolini [3]
  - Dobles mixto:  Kevin Krawietz /  Ellen Perez [7]
- Orden del día

| Partidos en los estadios principales                 | Partidos en los estadios principales            | Partidos en los estadios principales            | Partidos en los estadios principales            |
| Partidos en el Estadio Central All England Club      | Partidos en el Estadio Central All England Club | Partidos en el Estadio Central All England Club | Partidos en el Estadio Central All England Club |
| Modalidad                                            | Ganadores                                       | Perdedores                                      | Resultado                                       |
| ---------------------------------------------------- | ----------------------------------------------- | ----------------------------------------------- | ----------------------------------------------- |
| Individual masculino - Tercera ronda                 | Taylor Fritz [5]                                | Alejandro Davidovich [26]                       | 6-4, 6-3, 6-7(5-7), 6-1                         |
| Individual masculino - Tercera ronda                 | Carlos Alcaraz [2]                              | Jan-Lennard Struff                              | 6-1, 3-6, 6-3, 6-4                              |
| Individual femenino - Tercera ronda                  | Aryna Sabalenka [1]                             | Emma Raducanu                                   | 7-6(8-6), 6-4                                   |
| Partidos en el Estadio 1                             |                                                 |                                                 |                                                 |
| Modalidad                                            | Ganadores                                       | Perdedores                                      | Resultado                                       |
| Individual femenino - Tercera ronda                  | Sonay Kartal                                    | Diane Parry [Q]                                 | 6-4, 6-2                                        |
| Individual masculino - Tercera ronda                 | Cameron Norrie                                  | Mattia Bellucci                                 | 7-6(7-5), 6-4, 6-3                              |
| Individual femenino - Tercera ronda                  | Elise Mertens [24]                              | Elina Svitolina [14]                            | 6-1, 7-6(7-4)                                   |
| Partidos en el Estadio 2                             |                                                 |                                                 |                                                 |
| Modalidad                                            | Ganadores                                       | Perdedores                                      | Resultado                                       |
| Individual femenino - Tercera ronda                  | Anastasia Pavlyuchenkova                        | Naomi Osaka                                     | 3-6, 6-4, 6-4                                   |
| Individual masculino - Segunda ronda                 | Ben Shelton [10]                                | Rinky Hijikata                                  | 6-2, 7-5, 6-4                                   |
| Individual femenino - Tercera ronda                  | Laura Siegemund                                 | Madison Keys [6]                                | 6-3, 6-3                                        |
| Individual masculino - Tercera ronda                 | Nicolás Jarry [Q]                               | João Fonseca                                    | 6-3, 6-4, 3-6, 7-6(7-4)                         |
| Fondo de color indica un partido de la rama femenina |                                                 |                                                 |                                                 |

### Día 6 (5 de julio)
- Cabezas de serie eliminados:
  - Individual masculino:  Jakub Menšík [15],  Brandon Nakashima [29]
  - Individual femenino:  Elena Rybakina [11],  Daria Kasatkina [16],  Barbora Krejčíková [17]
  - Dobles masculino:  Simone Bolelli /  Andrea Vavassori [7]
  - Dobles femenino:  Asia Muhammad /  Demi Schuurs [6],  Xinyu Jiang /  Fang-hsien Wu [12]
  - Dobles mixto:  Harri Heliövaara /  Anna Danilina [1],  Nikola Mektić /  Gabriela Dabrowski [5],  Michael Venus /  Erin Routliffe [6]
- Orden del día

| Partidos en los estadios principales                 | Partidos en los estadios principales            | Partidos en los estadios principales            | Partidos en los estadios principales            |
| Partidos en el Estadio Central All England Club      | Partidos en el Estadio Central All England Club | Partidos en el Estadio Central All England Club | Partidos en el Estadio Central All England Club |
| Modalidad                                            | Ganadores                                       | Perdedores                                      | Resultado                                       |
| ---------------------------------------------------- | ----------------------------------------------- | ----------------------------------------------- | ----------------------------------------------- |
| Individual masculino - Tercera ronda                 | Jannik Sinner [1]                               | Pedro Martínez                                  | 6-1, 6-3, 6-1                                   |
| Individual femenino - Tercera ronda                  | Iga Świątek [8]                                 | Danielle Collins                                | 6-2, 6-3                                        |
| Individual masculino - Tercera ronda                 | Novak Djokovic [6]                              | Miomir Kecmanović                               | 6-3, 6-0, 6-4                                   |
| Partidos en el Estadio 1                             |                                                 |                                                 |                                                 |
| Modalidad                                            | Ganadores                                       | Perdedores                                      | Resultado                                       |
| Individual femenino - Tercera ronda                  | Mirra Andreeva [7]                              | Hailey Baptiste                                 | 6-1, 6-3                                        |
| Individual femenino - Tercera ronda                  | Emma Navarro [10]                               | Barbora Krejčíková [17]                         | 2-6, 6-3, 6-4                                   |
| Individual masculino - Tercera ronda                 | Ben Shelton [10]                                | Márton Fucsovics [LL]                           | 6-3, 7-6(7-4), 6-2                              |
| Partidos en el Estadio 2                             |                                                 |                                                 |                                                 |
| Modalidad                                            | Ganadores                                       | Perdedores                                      | Resultado                                       |
| Individual femenino - Tercera ronda                  | Clara Tauson [23]                               | Elena Rybakina [11]                             | 7-6(8-6), 6-3                                   |
| Individual masculino - Segunda ronda                 | Álex de Miñaur [11]                             | August Holmgren [Q]                             | 6-4, 7-6(7-5), 6-3                              |
| Dobles masculino - Segunda ronda                     | Julian Cash [5] Lloyd Glasspool [5]             | Hendrik Jebens Albano Olivetti                  | 6-3, 6-4                                        |
| Fondo de color indica un partido de la rama femenina |                                                 |                                                 |                                                 |

### Día 7 (6 de julio)
- Cabezas de serie eliminados:
  - Individual masculino:  Andrey Rublev [14]
  - Individual femenino:  Elise Mertens [24],  Linda Nosková [30]
  - Dobles masculino:  Kevin Krawietz /  Tim Puetz [3]
  - Dobles femenino:  Mirra Andreeva /  Diana Shnaider [5],  Ekaterina Alexandrova /  Shuai Zhang [14],  Nicole Melichar /  Liudmila Samsonova [15]
  - Dobles mixto:  Andrea Vavassori /  Sara Errani [3],  Evan King /  Taylor Townsend [4]
- Orden del día

| Partidos en los estadios principales                 | Partidos en los estadios principales            | Partidos en los estadios principales            | Partidos en los estadios principales            |
| Partidos en el Estadio Central All England Club      | Partidos en el Estadio Central All England Club | Partidos en el Estadio Central All England Club | Partidos en el Estadio Central All England Club |
| Modalidad                                            | Ganadores                                       | Perdedores                                      | Resultado                                       |
| ---------------------------------------------------- | ----------------------------------------------- | ----------------------------------------------- | ----------------------------------------------- |
| Individual femenino - Cuarta ronda                   | Anastasia Pavlyuchenkova                        | Sonay Kartal                                    | 7-6(7-3), 6-4                                   |
| Individual femenino - Cuarta ronda                   | Aryna Sabalenka [1]                             | Elise Mertens [24]                              | 6-4, 7-6(7-4)                                   |
| Individual masculino - Cuarta ronda                  | Carlos Alcaraz [2]                              | Andrey Rublev [14]                              | 6-7(5-7), 6-3, 6-4, 6-4                         |
| Partidos en el Estadio 1                             |                                                 |                                                 |                                                 |
| Modalidad                                            | Ganadores                                       | Perdedores                                      | Resultado                                       |
| Individual masculino - Cuarta ronda                  | Taylor Fritz [5]                                | Jordan Thompson                                 | 6-1, 3-0, ret.                                  |
| Individual masculino - Cuarta ronda                  | Cameron Norrie                                  | Nicolás Jarry [Q]                               | 6-3, 7-6(7-4), 6-7(7-9), 6-7(5-7), 6-3          |
| Individual femenino - Cuarta ronda                   | Amanda Anisimova [13]                           | Linda Nosková [30]                              | 6-2, 5-7, 6-4                                   |
| Partidos en el Estadio 2                             |                                                 |                                                 |                                                 |
| Modalidad                                            | Ganadores                                       | Perdedores                                      | Resultado                                       |
| Individual masculino - Cuarta ronda                  | Karen Khachanov [17]                            | Kamil Majchrzak                                 | 6-4, 6-2, 6-3                                   |
| Individual femenino - Cuarta ronda                   | Laura Siegemund                                 | Solana Sierra [LL]                              | 6-3, 6-2                                        |
| Dobles mixto - Segunda ronda                         | Joe Salisbury Luisa Stefani                     | Andrés Molteni Asia Muhammad                    | 7-6(9-7), 7-6(7-5)                              |
| Fondo de color indica un partido de la rama femenina |                                                 |                                                 |                                                 |

### Día 8 (7 de julio)
- Cabezas de serie eliminados:
  - Individual masculino:  Álex de Miñaur [11],  Grigor Dimitrov [19]
  - Individual femenino:  Emma Navarro [10],  Ekaterina Alexandrova [18],  Clara Tauson [23]
  - Dobles masculino:  Máximo González /  Andrés Molteni [12],  Yuki Bhambri /  Robert Galloway [16]
  - Dobles femenino:  Lyudmyla Kichenok /  Ellen Perez [7],  Beatriz Haddad Maia /  Laura Siegemund [11],  Irina Khromacheva /  Fanny Stollár [13]
- Orden del día

| Partidos en los estadios principales                 | Partidos en los estadios principales            | Partidos en los estadios principales            | Partidos en los estadios principales            |
| Partidos en el Estadio Central All England Club      | Partidos en el Estadio Central All England Club | Partidos en el Estadio Central All England Club | Partidos en el Estadio Central All England Club |
| Modalidad                                            | Ganadores                                       | Perdedores                                      | Resultado                                       |
| ---------------------------------------------------- | ----------------------------------------------- | ----------------------------------------------- | ----------------------------------------------- |
| Individual masculino - Cuarta ronda                  | Novak Djokovic [6]                              | Álex de Miñaur [11]                             | 1-6, 6-4, 6-4, 6-4                              |
| Individual femenino - Cuarta ronda                   | Mirra Andreeva [7]                              | Emma Navarro [10]                               | 6-2, 6-3                                        |
| Individual masculino - Cuarta ronda                  | Jannik Sinner [1]                               | Grigor Dimitrov [19]                            | 3-6, 5-7, 2-2, ret.                             |
| Partidos en el Estadio 1                             |                                                 |                                                 |                                                 |
| Modalidad                                            | Ganadores                                       | Perdedores                                      | Resultado                                       |
| Individual femenino - Cuarta ronda                   | Belinda Bencic                                  | Ekaterina Alexandrova [18]                      | 7-6(7-4), 6-4                                   |
| Individual masculino - Cuarta ronda                  | Ben Shelton [10]                                | Lorenzo Sonego                                  | 3-6, 6-1, 7-6(7-1), 7-5                         |
| Individual femenino - Cuarta ronda                   | Iga Świątek [8]                                 | Clara Tauson [23]                               | 6-4, 6-1                                        |
| Partidos en el Estadio 2                             |                                                 |                                                 |                                                 |
| Modalidad                                            | Ganadores                                       | Perdedores                                      | Resultado                                       |
| Individual masculino - Cuarta ronda                  | Flavio Cobolli [22]                             | Marin Čilić                                     | 6-4, 6-4, 6-7(4-7), 7-6(7-3)                    |
| Individual femenino - Cuarta ronda                   | Liudmila Samsonova [19]                         | Jéssica Bouzas                                  | 7-5, 7-5                                        |
| Dobles femenino - Tercera ronda                      | Caroline Dolehide [16] Sofia Kenin [16]         | Hao-ching Chan Barbora Krejčíková               | w/o                                             |
| Dobles mixto - Cuartos de final                      | Joe Salisbury Luisa Stefani                     | Jan Zieliński Su-Wei Hsieh                      | 7-6(9-7), 6-3                                   |
| Fondo de color indica un partido de la rama femenina |                                                 |                                                 |                                                 |

### Día 9 (8 de julio)
- Cabezas de serie eliminados:
  - Individual masculino:  Karen Khachanov [17]
  - Dobles masculino:  Hugo Nys /  Édouard Roger-Vasselin [10]
  - Dobles femenino:  Gabriela Dabrowski /  Erin Routliffe [2],  Caroline Dolehide /  Sofia Kenin [16]
  - Dobles mixto:  Marcelo Arévalo /  Shuai Zhang [2],  Mate Pavić /  Tímea Babos [8]
- Orden del día

| Partidos en los estadios principales                 | Partidos en los estadios principales            | Partidos en los estadios principales            | Partidos en los estadios principales            |
| Partidos en el Estadio Central All England Club      | Partidos en el Estadio Central All England Club | Partidos en el Estadio Central All England Club | Partidos en el Estadio Central All England Club |
| Modalidad                                            | Ganadores                                       | Perdedores                                      | Resultado                                       |
| ---------------------------------------------------- | ----------------------------------------------- | ----------------------------------------------- | ----------------------------------------------- |
| Individual femenino - Cuartos de final               | Aryna Sabalenka [1]                             | Laura Siegemund                                 | 4-6, 6-2, 6-4                                   |
| Individual masculino - Cuartos de final              | Carlos Alcaraz [2]                              | Cameron Norrie                                  | 6-2, 6-3, 6-3                                   |
| Partidos en el Estadio 1                             |                                                 |                                                 |                                                 |
| Modalidad                                            | Ganadores                                       | Perdedores                                      | Resultado                                       |
| Individual masculino - Cuartos de final              | Taylor Fritz [5]                                | Karen Khachanov [17]                            | 6-3, 6-4, 1-6, 7-6(7-4)                         |
| Individual femenino - Cuartos de final               | Amanda Anisimova [13]                           | Anastasia Pavlyuchenkova                        | 6-1, 7-6(11-9)                                  |
| Partidos en el Estadio 2                             |                                                 |                                                 |                                                 |
| Modalidad                                            | Ganadores                                       | Perdedores                                      | Resultado                                       |
| Dobles masculino - Cuartos de final                  | Rinky Hijikata [Alt] David Pel [Alt]            | Rafael Matos Marcelo Melo                       | 7-6(7-5), 6-4                                   |
| Dobles femenino - Cuartos de final                   | Olivia Gadecki Desirae Krawczyk                 | Caroline Dolehide [16] Sofia Kenin [16]         | 6-2, 6-3                                        |
| Fondo de color indica un partido de la rama femenina |                                                 |                                                 |                                                 |

### Día 10 (9 de julio)
- Cabezas de serie eliminados:
  - Individual masculino:  Ben Shelton [10],  Flavio Cobolli [22]
  - Individual femenino:  Mirra Andreeva [7],  Liudmila Samsonova [19]
  - Dobles masculino:  Harri Heliövaara /  Henry Patten [2],  Joe Salisbury /  Neal Skupski [6]
  - Dobles femenino:  Tímea Babos /  Luisa Stefani [10]
- Orden del día

| Partidos en los estadios principales                 | Partidos en los estadios principales            | Partidos en los estadios principales            | Partidos en los estadios principales            |
| Partidos en el Estadio Central All England Club      | Partidos en el Estadio Central All England Club | Partidos en el Estadio Central All England Club | Partidos en el Estadio Central All England Club |
| Modalidad                                            | Ganadores                                       | Perdedores                                      | Resultado                                       |
| ---------------------------------------------------- | ----------------------------------------------- | ----------------------------------------------- | ----------------------------------------------- |
| Individual femenino - Cuartos de final               | Belinda Bencic                                  | Mirra Andreeva [7]                              | 7-6(7-3), 7-6(7-2)                              |
| Individual masculino - Cuartos de final              | Novak Djokovic [6]                              | Flavio Cobolli [22]                             | 6-7(6-8), 6-2, 7-5, 6-4                         |
| Partidos en el Estadio 1                             |                                                 |                                                 |                                                 |
| Modalidad                                            | Ganadores                                       | Perdedores                                      | Resultado                                       |
| Individual femenino - Cuartos de final               | Iga Świątek [8]                                 | Liudmila Samsonova [19]                         | 6-2, 7-5                                        |
| Individual masculino - Cuartos de final              | Jannik Sinner [1]                               | Ben Shelton [10]                                | 7-6(7-2), 6-4, 6-4                              |
| Partidos en el Estadio 2                             |                                                 |                                                 |                                                 |
| Modalidad                                            | Ganadores                                       | Perdedores                                      | Resultado                                       |
| Dobles masculino - Cuartos de final                  | Julian Cash [5] Lloyd Glasspool [5]             | Harri Heliövaara [2] Henry Patten [2]           | 6-4, 4-6, 7-6(10-8)                             |
| Dobles femenino - Cuartos de final                   | Su-Wei Hsieh [4] Jeļena Ostapenko [4]           | Sorana Cîrstea Anna Kalinskaya                  | 6-7(4-7), 6-3, 6-2                              |
| Fondo de color indica un partido de la rama femenina |                                                 |                                                 |                                                 |

### Día 11 (10 de julio)
- Cabezas de serie eliminados:
  - Individual femenino:  Aryna Sabalenka [1]
  - Dobles masculino:  Marcelo Arévalo /  Mate Pavić [1],  Marcel Granollers /  Horacio Zeballos [4]
- Orden del día

| Partidos en los estadios principales                 | Partidos en los estadios principales            | Partidos en los estadios principales            | Partidos en los estadios principales            |
| Partidos en el Estadio Central All England Club      | Partidos en el Estadio Central All England Club | Partidos en el Estadio Central All England Club | Partidos en el Estadio Central All England Club |
| Modalidad                                            | Ganadores                                       | Perdedores                                      | Resultado                                       |
| ---------------------------------------------------- | ----------------------------------------------- | ----------------------------------------------- | ----------------------------------------------- |
| Individual femenino - Semifinales                    | Amanda Anisimova [13]                           | Aryna Sabalenka [1]                             | 6-4, 4-6, 6-4                                   |
| Individual femenino - Semifinales                    | Iga Świątek [8]                                 | Belinda Bencic                                  | 6-2, 6-0                                        |
| Dobles mixto - Final                                 | Sem Verbeek Kateřina Siniaková                  | Joe Salisbury Luisa Stefani                     | 7-6(7-3), 7-6(7-3)                              |
| Partidos en el Estadio 1                             |                                                 |                                                 |                                                 |
| Modalidad                                            | Ganadores                                       | Perdedores                                      | Resultado                                       |
| Dobles masculino - Semifinales                       | Rinky Hijikata [Alt] David Pel [Alt]            | Marcelo Arévalo [1] Mate Pavić [1]              | 6-7(2-7), 7-6(7-5), 7-6(11-9)                   |
| Dobles masculino - Semifinales                       | Julian Cash [5] Lloyd Glasspool [5]             | Marcel Granollers [4] Horacio Zeballos [4]      | 6-3, 6-4                                        |
| Fondo de color indica un partido de la rama femenina |                                                 |                                                 |                                                 |

### Día 12 (11 de julio)
- Cabezas de serie eliminados:
  - Individual masculino:  Taylor Fritz [5],  Novak Djokovic [6]
  - Dobles femenino:  Kateřina Siniaková /  Taylor Townsend [1]
- Orden del día

| Partidos en los estadios principales                 | Partidos en los estadios principales            | Partidos en los estadios principales            | Partidos en los estadios principales            |
| Partidos en el Estadio Central All England Club      | Partidos en el Estadio Central All England Club | Partidos en el Estadio Central All England Club | Partidos en el Estadio Central All England Club |
| Modalidad                                            | Ganadores                                       | Perdedores                                      | Resultado                                       |
| ---------------------------------------------------- | ----------------------------------------------- | ----------------------------------------------- | ----------------------------------------------- |
| Individual masculino - Semifinales                   | Carlos Alcaraz [2]                              | Taylor Fritz [5]                                | 6-4, 5-7, 6-3, 7-6(8-6)                         |
| Individual masculino - Semifinales                   | Jannik Sinner [1]                               | Novak Djokovic [6]                              | 6-3, 6-3, 6-4                                   |
| Partidos en el Estadio 1                             |                                                 |                                                 |                                                 |
| Modalidad                                            | Ganadores                                       | Perdedores                                      | Resultado                                       |
| Dobles femenino - Semifinales                        | Veronika Kudermetova [8] Elise Mertens [8]      | Olivia Gadecki Desirae Krawczyk                 | 3-6, 6-0, 6-3                                   |
| Dobles femenino - Semifinales                        | Su-Wei Hsieh [4] Jeļena Ostapenko [4]           | Kateřina Siniaková [1] Taylor Townsend [1]      | 7-5, 6-4                                        |
| Fondo de color indica un partido de la rama femenina |                                                 |                                                 |                                                 |

### Día 13 (12 de julio)
- Cabezas de serie eliminados:
  - Individual femenino:  Amanda Anisimova [13]
- Orden del día

| Partidos en los estadios principales                 | Partidos en los estadios principales            | Partidos en los estadios principales            | Partidos en los estadios principales            |
| Partidos en el Estadio Central All England Club      | Partidos en el Estadio Central All England Club | Partidos en el Estadio Central All England Club | Partidos en el Estadio Central All England Club |
| Modalidad                                            | Ganadores                                       | Perdedores                                      | Resultado                                       |
| ---------------------------------------------------- | ----------------------------------------------- | ----------------------------------------------- | ----------------------------------------------- |
| Dobles masculino - Final                             | Julian Cash [5] Lloyd Glasspool [5]             | Rinky Hijikata [Alt] David Pel [Alt]            | 6-2, 7-6(7-3)                                   |
| Individual femenino - Final                          | Iga Świątek [8]                                 | Amanda Anisimova [13]                           | 6-0, 6-0                                        |
| Fondo de color indica un partido de la rama femenina |                                                 |                                                 |                                                 |

### Día 14 (13 de julio)
- Cabezas de serie eliminados:
  - Individual masculino:  Carlos Alcaraz [2]
  - Dobles femenino:  Su-Wei Hsieh /  Jeļena Ostapenko [4]
- Orden del día

| Partidos en los estadios principales                 | Partidos en los estadios principales            | Partidos en los estadios principales            | Partidos en los estadios principales            |
| Partidos en el Estadio Central All England Club      | Partidos en el Estadio Central All England Club | Partidos en el Estadio Central All England Club | Partidos en el Estadio Central All England Club |
| Modalidad                                            | Ganadores                                       | Perdedores                                      | Resultado                                       |
| ---------------------------------------------------- | ----------------------------------------------- | ----------------------------------------------- | ----------------------------------------------- |
| Dobles femenino - Final                              | Veronika Kudermetova [8] Elise Mertens [8]      | Su-Wei Hsieh [4] Jeļena Ostapenko [4]           | 3-6, 6-2, 6-4                                   |
| Individual masculino - Final                         | Jannik Sinner [1]                               | Carlos Alcaraz [2]                              | 4-6, 6-4, 6-4, 6-4                              |
| Fondo de color indica un partido de la rama femenina |                                                 |                                                 |                                                 |

## Cabezas de serie

### Individual masculino
| N° | Clasif | Jugador               | Puntos | Puntos por defender | Puntos ganados | Nuevos puntos | Ronda hasta la que avanzó en el torneo              |
| -- | ------ | --------------------- | ------ | ------------------- | -------------- | ------------- | --------------------------------------------------- |
| 1  | 1      | Jannik Sinner         | 10 430 | 400                 | 2000           | 12 030        | Campeón, venció a Carlos Alcaraz [2]                |
| 2  | 2      | Carlos Alcaraz        | 9300   | 2000                | 1300           | 8600          | Final, perdió ante Jannik Sinner [1]                |
| 3  | 3      | Alexander Zverev      | 6500   | 200                 | 10             | 6310          | Primera ronda, perdió ante Arthur Rinderknech       |
| 4  | 4      | Jack Draper           | 4650   | 50                  | 50             | 4650          | Segunda ronda, perdió ante Marin Čilić              |
| 5  | 5      | Taylor Fritz          | 4635   | 400                 | 800            | 5035          | Semifinales, perdió ante Carlos Alcaraz [2]         |
| 6  | 6      | Novak Djokovic        | 4630   | 1300                | 800            | 4130          | Semifinales, perdió ante Jannik Sinner [1]          |
| 7  | 7      | Lorenzo Musetti       | 4150   | 800                 | 10             | 3360          | Primera ronda, perdió ante Nikoloz Basilashvili [Q] |
| 8  | 8      | Holger Rune           | 3530   | 200                 | 10             | 3340          | Primera ronda, perdió ante Nicolás Jarry [Q]        |
| 9  | 9      | Daniil Medvédev       | 3420   | 800                 | 10             | 2630          | Primera ronda, perdió ante Benjamin Bonzi           |
| 10 | 10     | Ben Shelton           | 3130   | 200                 | 400            | 3330          | Cuartos de final, perdió ante Jannik Sinner [1]     |
| 11 | 11     | Álex de Miñaur        | 3085   | 400                 | 200            | 2885          | Cuarta ronda, perdió ante Novak Djokovic [6]        |
| 12 | 12     | Frances Tiafoe        | 2990   | 100                 | 50             | 2940          | Segunda ronda, perdió ante Cameron Norrie           |
| 13 | 13     | Tommy Paul            | 2970   | 400                 | 50             | 2620          | Segunda ronda, perdió ante Sebastian Ofner [PR]     |
| 14 | 14     | Andrey Rublev         | 2920   | 10                  | 200            | 3110          | Cuarta ronda, perdió ante Carlos Alcaraz [2]        |
| 15 | 17     | Jakub Mensik          | 2356   | 10                  | 100            | 2446          | Tercera ronda, perdió ante Flavio Cobolli [22]      |
| 16 | 19     | Francisco Cerúndolo   | 2285   | 10                  | 10             | 2285          | Primera ronda, perdió ante Nuno Borges              |
| 17 | 20     | Karen Khachanov       | 2240   | 50                  | 400            | 2590          | Cuartos de final, perdió ante Taylor Fritz [5]      |
| 18 | 18     | Ugo Humbert           | 2285   | 200                 | 10             | 2095          | Primera ronda, perdió ante Gaël Monfils             |
| 19 | 21     | Grigor Dimitrov       | 2155   | 200                 | 200            | 2155          | Cuarta ronda, se retiró ante Jannik Sinner [1]      |
| 20 | 22     | Alexei Popyrin        | 2140   | 100                 | 10             | 2050          | Primera ronda, perdió ante Arthur Fery [WC]         |
| 21 | 23     | Tomáš Macháč          | 2110   | 50                  | 50             | 2110          | Segunda ronda, perdió ante August Holmgren [Q]      |
| 22 | 24     | Flavio Cobolli        | 2035   | 50                  | 400            | 2385          | Cuartos de final, perdió ante Novak Djokovic [6]    |
| 23 | 25     | Jiří Lehečka          | 1965   | 0                   | 50             | 2015          | Segunda ronda, perdió ante Mattia Bellucci          |
| 24 | 26     | Stefanos Tsitsipas    | 1920   | 50                  | 10             | 1880          | Primera ronda, se retiró ante Valentin Royer [Q]    |
| 25 | 28     | Félix Auger-Aliassime | 1825   | 10                  | 50             | 1865          | Segunda ronda, perdió ante Jan-Lennard Struff       |
| 26 | 27     | Alejandro Davidovich  | 1845   | 0                   | 100            | 1945          | Tercera ronda, perdió ante Taylor Fritz [5]         |
| 27 | 30     | Denis Shapovalov      | 1676   | 100                 | 10             | 1586          | Primera ronda, perdió ante Mariano Navone           |
| 28 | 31     | Aleksandr Búblik      | 1675   | 100                 | 10             | 1585          | Primera ronda, perdió ante Jaume Munar              |
| 29 | 34     | Brandon Nakashima     | 1650   | 100                 | 100            | 1650          | Tercera ronda, perdió ante Lorenzo Sonego           |
| 30 | 32     | Alex Michelsen        | 1670   | 10                  | 10             | 1670          | Primera ronda, perdió ante Miomir Kecmanović        |
| 31 | 29     | Tallon Griekspoor     | 1755   | 50                  | 10             | 1715          | Primera ronda, perdió ante Jenson Brooksby [PR]     |
| 32 | 35     | Matteo Berrettini     | 1515   | 50                  | 10             | 1475          | Primera ronda, perdió ante Kamil Majchrzak          |

#### Bajas masculinas notables
| Clasif | Jugador         | Puntos | Puntos por defender | Puntos ganados | Nuevos puntos | Motivo                |
| ------ | --------------- | ------ | ------------------- | -------------- | ------------- | --------------------- |
| 15     | Casper Ruud     | 2905   | 50                  | 0              | 2855          | Lesión en la rodilla. |
| 16     | Arthur Fils     | 2830   | 200                 | 0              | 2630          | Lesión en la espalda. |
| 33     | Sebastian Korda | 1655   | 10                  | 0              | 1645          | Lesión en la pierna.  |

### Individual femenino
| N° | Clasif | Jugador               | Puntos | Puntos por defender | Puntos ganados | Nuevos puntos | Ronda hasta la que avanzó en el torneo              |
| -- | ------ | --------------------- | ------ | ------------------- | -------------- | ------------- | --------------------------------------------------- |
| 1  | 1      | Aryna Sabalenka       | 11 640 | 0                   | 780            | 12 320        | Semifinales, perdió ante Amanda Anisimova [13]      |
| 2  | 2      | Cori Gauff            | 7899   | 240                 | 10             | 7669          | Primera ronda, perdió ante Dayana Yastremska        |
| 3  | 3      | Jessica Pegula        | 6483   | 70                  | 10             | 6423          | Primera ronda, perdió ante Elisabetta Cocciaretto   |
| 4  | 5      | Jasmine Paolini       | 4806   | 1300                | 70             | 3576          | Segunda ronda, perdió ante Kamilla Rakhimova        |
| 5  | 6      | Qinwen Zheng          | 4803   | 10                  | 10             | 4803          | Primera ronda, perdió ante Kateřina Siniaková       |
| 6  | 8      | Madison Keys          | 4484   | 240                 | 130            | 4374          | Tercera ronda, perdió ante Laura Siegemund          |
| 7  | 7      | Mirra Andreeva        | 4743   | 10                  | 430            | 5163          | Cuartos de final, perdió ante Belinda Bencic        |
| 8  | 4      | Iga Świątek           | 4943   | 130                 | 2000           | 6813          | Campeona, venció a Amanda Anisimova [13]            |
| 9  | 9      | Paula Badosa          | 3684   | 240                 | 10             | 3454          | Primera ronda, perdió ante Katie Boulter            |
| 10 | 10     | Emma Navarro          | 3610   | 430                 | 240            | 3420          | Cuarta ronda, perdió ante Mirra Andreeva [7]        |
| 11 | 11     | Elena Rybakina        | 3456   | 780                 | 130            | 2806          | Tercera ronda, perdió ante Clara Tauson [23]        |
| 12 | 15     | Diana Shnaider        | 2776   | 130                 | 70             | 2716          | Segunda ronda, perdió ante Diane Parry [Q]          |
| 13 | 12     | Amanda Anisimova      | 3200   | 30                  | 1300           | 4470          | Final, perdió ante Iga Świątek [8]                  |
| 14 | 13     | Elina Svitolina       | 3094   | 430                 | 130            | 2794          | Tercera ronda, perdió ante Elise Mertens [24]       |
| 15 | 14     | Karolína Muchová      | 2881   | 10                  | 10             | 2881          | Primera ronda, perdió ante Xinyu Wang               |
| 16 | 18     | Daria Kasatkina       | 2361   | 130                 | 130            | 2361          | Tercera ronda, perdió ante Liudmila Samsonova [19]  |
| 17 | 16     | Barbora Krejčíková    | 2724   | 2000                | 130            | 854           | Tercera ronda, perdió ante Emma Navarro [10]        |
| 18 | 17     | Ekaterina Alexandrova | 2426   | 0                   | 240            | 2666          | Cuarta ronda, perdió ante Belinda Bencic            |
| 19 | 19     | Liudmila Samsonova    | 2276   | 130                 | 430            | 2576          | Cuartos de final, perdió ante Iga Świątek [8]       |
| 20 | 21     | Jeļena Ostapenko      | 2170   | 430                 | 10             | 1750          | Primera ronda, perdió ante Sonay Kartal             |
| 21 | 20     | Beatriz Haddad Maia   | 2189   | 130                 | 70             | 2129          | Segunda ronda, perdió ante Dalma Gálfi              |
| 22 | 25     | Donna Vekić           | 1813   | 780                 | 70             | 1103          | Segunda ronda, perdió ante Cristina Bucșa           |
| 23 | 22     | Clara Tauson          | 2062   | 10                  | 240            | 2292          | Cuarta ronda, perdió ante Iga Świątek [8]           |
| 24 | 23     | Elise Mertens         | 1936   | 70                  | 240            | 2106          | Cuarta ronda, perdió ante Aryna Sabalenka [1]       |
| 25 | 24     | Magdalena Fręch       | 1821   | 10                  | 10             | 1821          | Primera ronda, perdió ante Victoria Mboko [LL]      |
| 26 | 26     | Marta Kostyuk         | 1736   | 130                 | 10             | 1616          | Primera ronda, perdió ante Veronika Erjavec         |
| 27 | 29     | Magda Linette         | 1594   | 10                  | 10             | 1594          | Primera ronda, perdió ante Elsa Jacquemot [Q]       |
| 28 | 28     | Sofia Kenin           | 1618   | 10                  | 70             | 1678          | Segunda ronda, perdió ante Jéssica Bouzas           |
| 29 | 38     | Leylah Fernandez      | 1350   | 70                  | 70             | 1350          | Segunda ronda, perdió ante Laura Siegemund          |
| 30 | 27     | Linda Nosková         | 1697   | 70                  | 240            | 1867          | Cuarta ronda, perdió ante Amanda Anisimova [13]     |
| 31 | 31     | Ashlyn Krueger        | 1484   | 10                  | 70             | 1544          | Segunda ronda, perdió ante Anastasia Pavlyuchenkova |
| 32 | 30     | McCartney Kessler     | 1485   | 40                  | 10             | 1455          | Primera ronda, perdió ante Markéta Vondroušová      |

- Ranking del 23 de junio de 2025.[6]

## Cabezas de serie dobles
| Jugadores          | Jugadores              | Clasif | N.º |
| ------------------ | ---------------------- | ------ | --- |
| Marcelo Arévalo    | Mate Pavić             | 2      | 1   |
| Harri Heliövaara   | Henry Patten           | 6      | 2   |
| Kevin Krawietz     | Tim Puetz              | 11     | 3   |
| Marcel Granollers  | Horacio Zeballos       | 15     | 4   |
| Julian Cash        | Lloyd Glasspool        | 22     | 5   |
| Joe Salisbury      | Neal Skupski           | 28     | 6   |
| Simone Bolelli     | Andrea Vavassori       | 29     | 7   |
| Nikola Mektić      | Michael Venus          | 33     | 8   |
| Christian Harrison | Evan King              | 37     | 9   |
| Hugo Nys           | Édouard Roger-Vasselin | 46     | 10  |
| Sadio Doumbia      | Fabien Reboul          | 49     | 11  |
| Máximo González    | Andrés Molteni         | 54     | 12  |
| Nathaniel Lammons  | Jackson Withrow        | 57     | 13  |
| André Göransson    | Sem Verbeek            | 58     | 14  |
| Matthew Ebden      | John Peers             | 66     | 15  |
| Yuki Bhambri       | Robert Galloway        | 71     | 16  |

| Jugadoras             | Jugadoras          | Clasif | N.º |
| --------------------- | ------------------ | ------ | --- |
| Kateřina Siniaková    | Taylor Townsend    | 3      | 1   |
| Gabriela Dabrowski    | Erin Routliffe     | 10     | 2   |
| Sara Errani           | Jasmine Paolini    | 10     | 3   |
| Su-Wei Hsieh          | Jeļena Ostapenko   | 19     | 4   |
| Mirra Andreeva        | Diana Shnaider     | 22     | 5   |
| Asia Muhammad         | Demi Schuurs       | 28     | 6   |
| Lyudmyla Kichenok     | Ellen Perez        | 28     | 7   |
| Veronika Kudermetova  | Elise Mertens      | 32     | 8   |
| Tereza Mihalíková     | Olivia Nicholls    | 49     | 9   |
| Tímea Babos           | Luisa Stefani      | 56     | 10  |
| Beatriz Haddad Maia   | Laura Siegemund    | 56     | 11  |
| Xinyu Jiang           | Fang-hsien Wu      | 57     | 12  |
| Irina Khromacheva     | Fanny Stollár      | 61     | 13  |
| Ekaterina Alexandrova | Shuai Zhang        | 64     | 14  |
| Nicole Melichar       | Liudmila Samsonova | 64     | 15  |
| Caroline Dolehide     | Sofia Kenin        | 66     | 16  |

### Dobles mixto
| Jugadores        | Jugadores          | N.º |
| ---------------- | ------------------ | --- |
| Harri Heliövaara | Anna Danilina      | 1   |
| Marcelo Arévalo  | Shuai Zhang        | 2   |
| Andrea Vavassori | Sara Errani        | 3   |
| Evan King        | Taylor Townsend    | 4   |
| Nikola Mektić    | Gabriela Dabrowski | 5   |
| Michael Venus    | Erin Routliffe     | 6   |
| Kevin Krawietz   | Ellen Perez        | 7   |
| Mate Pavić       | Tímea Babos        | 8   |

## Invitados
| - Jay Clarke - Oliver Crawford - Daniel Evans - Arthur Fery - George Loffhagen - Johannus Monday - Jack Pinnington Jones - Henry Searle | - Jodie Burrage - Harriet Dart - Francesca Jones - Hannah Klugman - Petra Kvitová - Mika Stojsavljevic - Heather Watson - Mingge Xu |

| - Charles Broom / Joshua Paris - Daniel Evans / Henry Searle - Billy Harris / Marcus Willis - Lui Maxted / Connor Thomson - Johannus Monday / David Stevenson | - Emily Appleton / Heather Watson - Alicia Barnett / Eden Silva - Jodie Burrage / Sonay Kartal - Hannah Klugman / Mika Stojsavljevic - Ella McDonald / Mingge Xu |

### Dobles mixto
- Julian Cash /  Heather Watson
- Jamie Murray /  Emily Appleton
- Joshua Paris /  Eden Silva
- David Stevenson /  Maia Lumsden
- Marcus Willis /  Alicia Barnett

## Clasificación
La competición clasificatoria se realizó en el All England del 23 al 26 de junio de 2025.
| 1. Chris Rodesch 2. Filip Misolic 3. Leandro Riedi 4. Adrian Mannarino 5. James McCabe 6. Valentin Royer 7. Arthur Cazaux 8. Giulio Zeppieri 9. Beibit Zhukayev 10. Alex Bolt 11. Jaime Faria 12. August Holmgren 13. Shintaro Mochizuki 14. Oliver Tarvet 15. Nicolás Jarry 16. Nikoloz Basilashvili | 1. Carson Branstine 2. Veronika Erjavec 3. Linda Fruhvirtová 4. Talia Gibson 5. Priscilla Hon 6. Elsa Jacquemot 7. Iva Jovic 8. Kaja Juvan 9. Petra Martić 10. Diane Parry 11. Aliaksandra Sasnovich 12. Ella Seidel 13. Nina Stojanović 14. Taylor Townsend 15. Anastasia Zakharova 16. Shuai Zhang |

## Campeones defensores
| Evento                      | Campeones de 2024                  | Campeones de 2025                      |
| --------------------------- | ---------------------------------- | -------------------------------------- |
| Individual masculino        | Carlos Alcaraz                     | Jannik Sinner                          |
| Individual femenino         | Barbora Krejčíková                 | Iga Świątek                            |
| Dobles masculino            | Harri Heliövaara Henry Patten      | Julian Cash Lloyd Glasspool            |
| Dobles femenino             | Kateřina Siniaková Taylor Townsend | Veronika Kudermetova Elise Mertens     |
| Dobles mixto                | Jan Zieliński Su-Wei Hsieh         | Sem Verbeek Kateřina Siniaková         |
| Individual júnior masculino | Nicolai Budkov Kjær                | Ivan Ivanov                            |
| Individual júnior femenino  | Renáta Jamrichová                  | Mia Pohánková                          |
| Dobles júnior masculino     | Alexander Razeghi Max Schönhaus    | Oskari Paldanius Alan Ważny            |
| Dobles júnior femenino      | Tyra Caterina Grant Iva Jovic      | Kristina Penickova Vendula Valdmannová |

## Campeones

### Sénior

#### Individual masculino
Jannik Sinner venció a  Carlos Alcaraz por 4-6, 6-4, 6-4, 6-4

#### Individual femenino
Iga Świątek venció a  Amanda Anisimova por 6-0, 6-0

#### Dobles masculino
Julian Cash /  Lloyd Glasspool vencieron a  Rinky Hijikata /  David Pel por 6-2, 7-6(7-3)

#### Dobles femenino
Veronika Kudermetova /  Elise Mertens vencieron a  Su-Wei Hsieh /  Jeļena Ostapenko por 3-6, 6-2, 6-4

#### Dobles mixto
Sem Verbeek /  Kateřina Siniaková vencieron a  Joe Salisbury /  Luisa Stefani por 7-6(7-3), 7-6(7-3)

### Júnior

#### Individual masculino
Ivan Ivanov venció a  Ronit Karki por 6-2, 6-3

#### Individual femenino
Mia Pohánková venció a  Julieta Pareja por 6-3, 6-1

#### Dobles masculino
Oskari Paldanius /  Alan Ważny vencieron a  Oliver Bonding /  Jagger Leach por 5-7, 7-6(8-6), [10-5]

#### Dobles femenino
Kristina Penickova /  Vendula Valdmannová vencieron a  Thea Frodin /  Julieta Pareja por 6-4, 6-2

### Silla de ruedas

#### Individual masculino
Tokito Oda venció a  Alfie Hewett por 3-6, 7-5, 6-2

#### Individual femenino
Ziying Wang venció a  Yui Kamiji por 6-3, 6-3

#### Dobles masculino
Martín de la Puente /  Ruben Spaargaren vencieron a  Alfie Hewett /  Gordon Reid por 7-6(7-1), 7-5

#### Dobles femenino
Xiaohui Li /  Ziying Wang vencieron a  Angélica Bernal /  Ksénia Chasteau por 6-3, 6-1

#### Individual Quad
Niels Vink venció a  Sam Schröder por 6-3, 6-3

#### Dobles Quad
Guy Sasson /  Niels Vink vencieron a  Donald Ramphadi /  Gregory Slade por 6-0, 6-2